# 宮澤勇樹
宮澤 勇樹（みやざわ ゆうき、1991年3月13日 - ）は、東京都出身のサッカー指導者、元プロサッカー選手。ポジションはディフェンダー（DF）。父はサッカー解説者の宮澤ミシェル、妹はモデル（元乃木坂46）の宮澤成良。

## 来歴
柏レイソル、FC東京の下部組織出身。2005年には同期の三田啓貴、藤原広太朗、山崎侑輝、岩渕良太、井上亮太らと共に高円宮杯に出場し準優勝した。2006年に渋谷教育学園幕張高校へ進学。2007年には指宿洋史、茨田陽生らと共に千葉県選抜として国民体育大会サッカー競技に出場した。2009年、国士舘大学へ進学。同期には金子昌広、佐藤優平、瀬川和樹ら。
大学卒業後、2013年5月下旬から松本山雅FCの練習に参加。飯尾和也の負傷離脱などでDF陣が手薄になったことから、7月正式に入団が決まった が、公式戦出場は無く、シーズン終了後に契約満了により退団。
2014年からは、タイ・ディヴィジョン1リーグ（2部相当）のシーラーチャーFCでプレー。
2015年6月、TuSエルンテブリュックへ移籍。
2017年7月以降、所属先は不明。
2020年３月までドルトムントサッカースクールコーチ
2022年から関東第一高等学校サッカー部コーチ

## 所属クラブ
ユース経歴
- 浦安SC
- 柏レイソルU-12
- 2003年 - 2005年 FC東京U-15 / FC東京U-15深川[12]
- 2006年 - 2008年 渋谷教育学園幕張高等学校
- 2009年 - 2012年 国士舘大学サッカー部

プロ経歴
- 2013年7月 - 12月  松本山雅FC
- 2014年 -  シーラーチャーFC
- 2015年6月 - 2016年  TuSエルンテブリュック（ドイツ語版）

## 個人成績
| 国内大会個人成績 | 国内大会個人成績   | 国内大会個人成績 | 国内大会個人成績 | 国内大会個人成績 | 国内大会個人成績 | 国内大会個人成績 | 国内大会個人成績 | 国内大会個人成績 | 国内大会個人成績 | 国内大会個人成績 | 国内大会個人成績 |
| 年度             | クラブ             | 背番号           | リーグ           | リーグ戦         | リーグ戦         | リーグ杯         | リーグ杯         | オープン杯       | オープン杯       | 期間通算         | 期間通算         |
| 年度             | クラブ             | 背番号           | リーグ           | 出場             | 得点             | 出場             | 得点             | 出場             | 得点             | 出場             | 得点             |
| 日本             | 日本               | 日本             | 日本             | リーグ戦         | リーグ戦         | リーグ杯         | リーグ杯         | 天皇杯           | 天皇杯           | 期間通算         | 期間通算         |
| ---------------- | ------------------ | ---------------- | ---------------- | ---------------- | ---------------- | ---------------- | ---------------- | ---------------- | ---------------- | ---------------- | ---------------- |
| 2013             | 松本               | 41               | J2               | 0                | 0                | -                | -                | 0                | 0                | 0                | 0                |
| タイ             | タイ               | タイ             | タイ             | リーグ戦         | リーグ戦         | リーグ杯         | リーグ杯         | FA杯             | FA杯             | 期間通算         | 期間通算         |
| 2014             | シーラーチャー     | 19               | Div.1            |                  |                  |                  |                  |                  |                  |                  |                  |
| ドイツ           | ドイツ             | ドイツ           | ドイツ           | リーグ戦         | リーグ戦         | リーグ杯         | リーグ杯         | DFBポカール      | DFBポカール      | 期間通算         | 期間通算         |
| 2015-16 (en)     | エルンテブリュック | 4                | レギオナル       |                  |                  |                  |                  |                  |                  |                  |                  |
| 通算             | 日本               | 日本             | J2               | 0                | 0                | -                | -                | 0                | 0                | 0                | 0                |
| 通算             | タイ               | タイ             | Div.1            |                  |                  |                  |                  |                  |                  |                  |                  |
| 通算             | ドイツ             | ドイツ           | レギオナル       |                  |                  | -                | -                |                  |                  |                  |                  |
| 総通算           | 総通算             | 総通算           | 総通算           | 0                | 0                |                  |                  | 0                | 0                |                  |                  |

## 指導歴
- シリエ サッカースクール コーチ (非常勤)
- ドルトムントサッカースクールコーチ　2021.3まで
- 2022年-　関東第一高校サッカー部コーチ

## 関連書籍
- いとうやまね『プロフットボーラーの家族の肖像』カンゼン、2013年。ISBN 978-4862551900。